# مالتیلیزر
مالتیلیزر (انگلیسی: Multilaser) شرکت الکترونیک برزیلی است، که در سال ۱۹۸۷ توسط اسرائیل استروویچکی تأسیس شد.